# Ilie
Ilie ist als eine rumänische Form von Elias ein rumänischer männlicher Vorname und Familienname.

## Namensträger

### Vorname
- Ilie Balaci (1956–2018), rumänischer Fußballspieler und -trainer
- Ilie Bărbulescu (1957–2020), rumänischer Fußballspieler und -trainer
- Ilie Bolojan (* 1969), rumänischer Politiker
- Ilie Ciocan (* 1913), rumänischer Altersrekordler und älteste in Rumänien lebende Person
- Ilie Dumitrescu (* 1969), rumänischer Fußballspieler und -trainer
- Ilie Greavu (1937–2007), rumänischer Fußballspieler
- Ilie Matei (Politiker) (* 1932), rumänischer Politiker (PCR)
- Ilie Matei (Ringer) (* 1960), rumänischer Ringer
- Ilie Murgulescu (1902–1991), rumänischer Physikochemiker, Autor und kommunistischer Politiker
- Ilie Năstase (* 1946), rumänischer Tennisspieler, Politiker und Sportfunktionär
- Ilie Sánchez (* 1990), spanischer Fußballspieler
- Ilie Stan (* 1967), rumänischer Fußballspieler und -trainer
- Ilie Verdeț (1925–2001), rumänischer Politiker

### Familienname
- Adrian Ilie (* 1974), rumänischer Fußballspieler
- Andrew Ilie (* 1976), australischer Tennisspieler
- Cristina Ilie (* 1989), rumänische Ruderin
- Cleopa Ilie (1912–1998), rumänischer Archimandrit und Starez
- Constantin Ilie (* 1974), rumänischer Fußballspieler
- Cristina Ilie (* 1989), rumänische Ruderin
- Eduard Marian Ilie, bekannt unter den Künstlernamen Edward Maya (* 1986), rumänischer Popsänger und -komponist
- Gheorghe Ilie (* 1927), rumänischer Boxer
- Ioana Ilie (* 1988), rumänische Musikerin
- Iulian Ilie (* 1972), rumänischer Fußballspieler
- Mihai Ilie (* 1972), rumänischer Fußballspieler
- Mircea Ilie (* 1977), rumänischer Fußballspieler
- Paul Ilie (1932–2017), US-amerikanischer Romanist und Literaturwissenschaftler
- Rareș Ilie (* 2003), rumänischer Fußballspieler
- Ruxandra Dragomir Ilie (* 1972), rumänische Tennisspielerin
- Sabin Ilie (* 1975), rumänischer Fußballspieler
- Silviu Ilie (* 1988), rumänischer Fußballspieler
- Stelian Ilie († 2014), rumänischer Fußballspieler
- Valentin Ilie (* 1950), rumänischer Radrennfahrer